# Bingula
Bingula (en serbe cyrillique : Бингула) est un village de Serbie situé dans la province autonome de Voïvodine. Il fait partie de la municipalité de Šid dans le district de Syrmie (Srem). Au recensement de 2011, il comptait 732 habitants.
Bingula est une communauté locale, c'est-à-dire une subdivision administrative, de la municipalité de Šid.

## Géographie

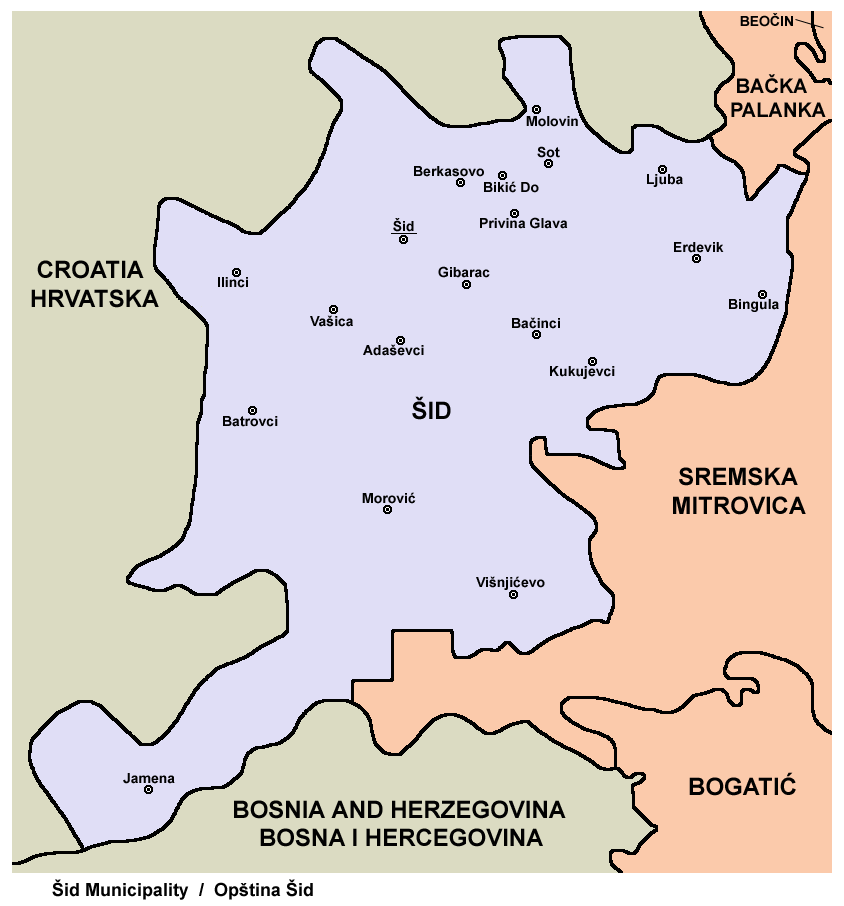
Localisation de Bingula dans la municipalité de Šid

Bingula se trouve en Syrmie, sur les pentes méridionales du massif de la Fruška gora, à environ 30 kilomètres de Šid. Le village est également situé à l'est d'Erdevik et à l'ouest de Divoš (sur le territoire de la ville de Sremska mitrovica), au sud de Stara Bingula et au nord de Kuzmin.

## Histoire
Le nom du village a une origine controversée. Selon la tradition, il pourrait provenir d'un village romain du nom de Bingulum ou, s'inspirant des noms évoqués par le voyageur ottoman du  XVIIe siècle Evliya Çelebi, il pourrait provenir du turc bin djul qui signifie « les mille roses ».
Historiquement, Bingula est mentionné pour la première fois en 1455, à un moment où la région de Syrmie faisait partie du Royaume de Hongrie. En 1689, il est mentionné comme un village peuplé de Macédoniens puis, en 1702, comme un village orthodoxe comptant 60 foyers et dont les habitants travaillaient les terres du prince Odescalchi. En 1766, le village comptait 119 maisons et, en 1774, il en comptait 173. Les premiers Slovaques arrivèrent dans le village en 1835.

## Démographie

### Évolution historique de la population
| 1948  | 1953  | 1961  | 1971  | 1981  | 1991 | 2002 | 2011 |
| ----- | ----- | ----- | ----- | ----- | ---- | ---- | ---- |
| 1 116 | 1 200 | 1 244 | 1 119 | 1 025 | 915  | 906  | 732  |

|  |

### Données de 2002
Pyramide des âges (2002)
En 2002, l'âge moyen de la population était de 38,9 ans pour les hommes et 45,5 ans pour les femmes.
Répartition de la population par nationalités (2002)
En 2002, le village était peuplé de Serbes (52,6 %) et de Slovaques (33,7 %), avec des minorités croates et hongroises représentant respectivement 4,4 et 3,2 % de la population.

### Données de 2011
En 2011, l'âge moyen de la population était de 44,3 ans, 42,1 ans pour les hommes et 46,6 ans pour les femmes.

## Vie locale

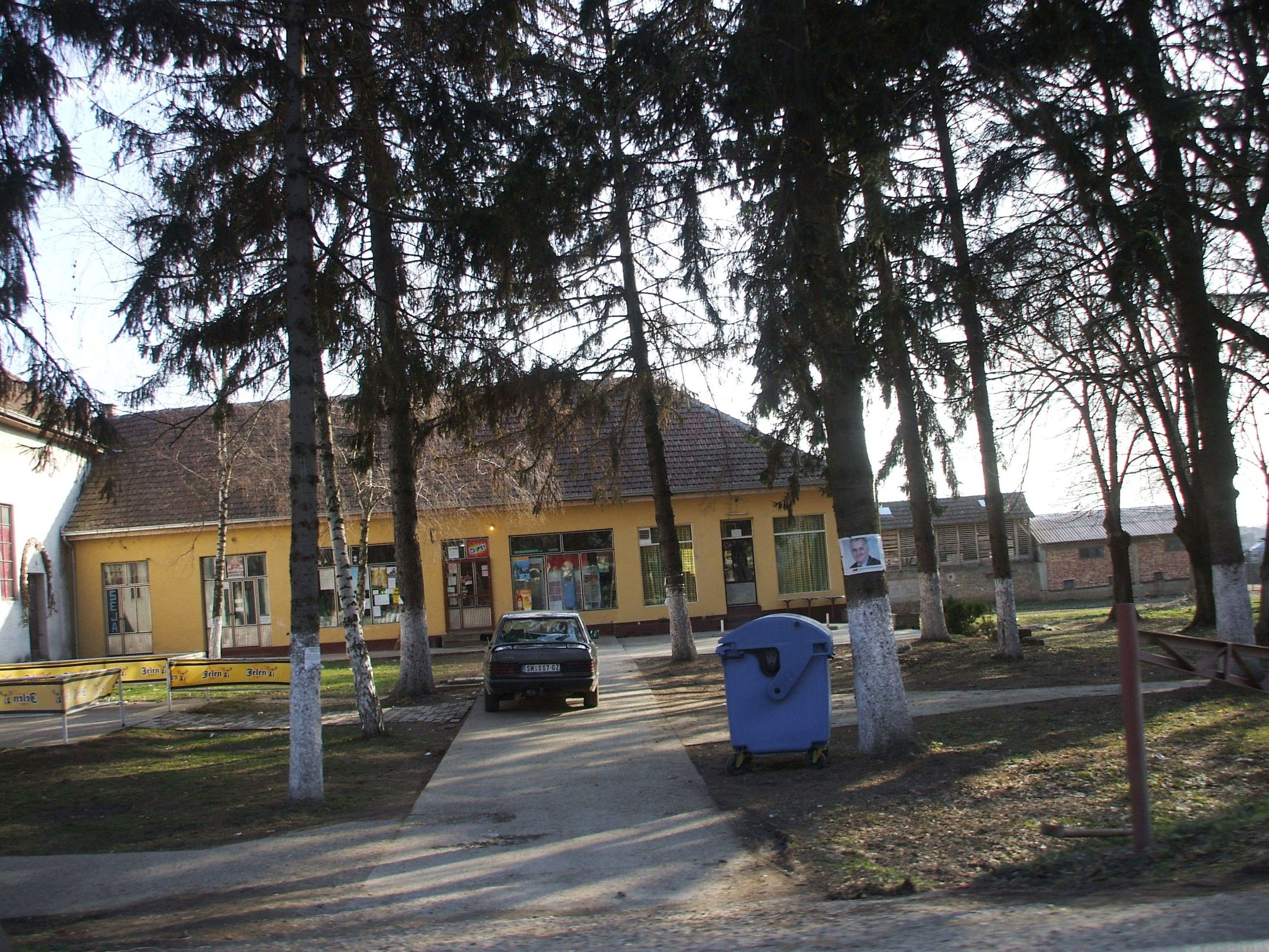
Le centre de Bingula

Bingula dispose d'une école maternelle et d'une école élémentaire, l'école Sava Šumanović. On y trouve trois associations : l'association culturelle slovaque Štefanik, la société de chasse Jelen et un club de football, l'OFK Bingula, destiné aux jeunes gens.

## Économie
La population du village travaille principalement dans le domaine de l'agriculture. Le territoire de Bingula est constitué de 1 731 ha de terres arables, où l'on produit du blé, du maïs, du tournesol, du soja et des betteraves sucrières.

## Tourisme
Bingula possède trois églises : une église orthodoxe, une église catholique et une église évangélique.